# 翅茎草
翅茎草（学名：Pterygiella nigrescens）为玄参科翅茎草属下的一个种。

## 扩展阅读
- 維基物種上的相關：翅茎草